# 古山みゆき
古山 みゆき（ふるやま みゆき、1975年6月1日 - ）は、日本の元プロボディボーダーである。
千葉県茂原市出身。身長159cm、ボードは97cm、通称「miyu」、血液型はB型、双子座。
好物はチーズケーキ、趣味はヨガ、DVD鑑賞、得意手はリバーススピンスポンサー、好きなポイントはスナッパーロックス。

## 略歴
- 高校3年生のときに、同級生のプロボディボーダーの平田文子に勧められボディボードを始める。2000年にプロに転向。オーストラリアへの留学後からコンテストに参加するようになり、2005年に「ボディボードサーキット田原CUP」で3位に入賞[2]。2007年には「JPBA　第2弾　マリンジャンクカップ」で見事準優勝を飾る。
- 森本路子、太田晶子らとともに現役女性プロボディボーダーとして活躍していたが、2008年に体調不良などの事情で引退[3]。現在は地元の茂原市にてたい焼き店を営んでいる[1]。